# 46644 Lagia
46644 Lagia è un asteroide della fascia principale. Scoperto nel 1995, presenta un'orbita caratterizzata da un semiasse maggiore pari a 2,3030138 UA e da un'eccentricità di 0,1334881, inclinata di 6,10096° rispetto all'eclittica.